# Waterloo-Creek-Massaker
Beim Waterloo-Creek-Massaker am 26. Januar 1838 tötete berittene Polizei der weißen Siedler in New South Wales im heutigen Australien, etwa 40 bis 70 Aborigines vom Stamm der Kamilaroi.
Der exakte Ort ist unbekannt, vermutlich fand es 50 km südwestlich von Moree in New England statt, in einer Gegend, die heute Millie-Creek genannt wird. Auch die genaue Anzahl der Opfer ist umstritten: Literatur, die von 200 bis 300 Opfern spricht, bezieht sich zumeist auf die Aussagen von Major James Nunn, dem Leiter der Polizeitruppe. Diese Angaben seien aber nur aus zweiter Hand von einem Pastor namens Lancelot Threlkeld weitergegeben worden. Andererseits wird als andere Quelle der Augenzeuge Sergeant Lee genannt, der 40 bis 50 Tote bezeugt und als zuverlässige Quelle angesehen wird.
Vorausgegangen waren dem Massaker gegen Ende von 1837 Berichte über Aborigines, die am Hunter River sich gewalttätig gezeigt hatten und dabei fünf Viehhüter mit Speeren attackiert hatten. Daraufhin wurde Major Nunn beauftragt, mit rund 30 berittenen Polizisten und bewaffneten Zivilisten für Ordnung zu sorgen. Zunächst nahmen sie 15 Aborigines gefangen, einer wurde bei einem Fluchtversuch getötet, einer blieb bei ihnen als Führer, der Rest wurde wieder freigelassen. Erst nach weiteren drei Wochen trafen sie wieder auf Aborigines, von denen sie attackiert wurden. Dabei wurde ein Polizist verletzt und fünf Aborigines getötet. Nach einer zweistündigen Verfolgungsjagd erreichte die Truppe das Camp der Aborigines, wo sie die Aborigines töteten. 
Der Staatssekretär beklagte bei einem Brief an den Gouverneur George Gipps, dass das Ziel, Straftäter zu fangen völlig aus den Augen verloren worden war und dass man auf Menschen geschossen hatte, deren einziges Verbrechen es war, auf der Flucht vor einem bewaffneten Angriff ins Wasser gesprungen zu sein.